# Тверская государственная сельскохозяйственная академия
Тверская государственная сельскохозяйственная академия (ТГСХА) — высшее учебное заведение в Твери по подготовке специалистов агропромышленного комплекса.

## История
Тверской государственный сельскохозяйственный институт был организован 20 декабря 1971 года. В 1995-м его преобразовали в академию.

## Факультеты
- Экономический факультет
- Инженерный факультет
- Технологический факультет(бывший агрономический и биотехнологический факультеты)